# جيمس كريشتون براون
جيمس كريشتون براون، دكتور في الطب، وحاصل على زمالة الجمعية الملكية والجمعية الملكية لإدنبرة، (29 نوفمبر 1840 – 31 يناير 1938) هو طبيب نفسي رائد، وعالم أعصاب وعالم تحسين نسل إسكتلندي الأصل. يُشتهر كريشتون براون بدراساته حول العلاقة بين المرض النفسي وتلف الدماغ بالإضافة إلى تطويره سياسات الصحة العامة المتعلقة بالصحة النفسية. كان أبوه إصلاحي مصحات الأمراض العقلية د. ويليام أ. ف. براون، أحد الأعضاء البارزين في جمعية إدنبرة لفراسة الدماغ، بين العامين 1838 و1857، ومشرف رويال دومفريز حيث قضى كريشتون براون جل طفولته.
عمل كريشتون براون في تحرير تقارير مأوى المجانين ويست رايدينغ الطبية (ستة مجلدات، 1871 – 76). كان أحد المتعاونين الرائدين مع تشارلز داروين – في التعبير عن المشاعر لدى الإنسان والحيوانات (1872) – وأحد الرائدين في مجالات التصوير العصبي النفسي، مثل دوشن دو بولوني (في مستشفى بيتي سالبترير في باريس) وهيو ويلش دايموند في سارياي. أسس كريشتون براون عمله في مصح ويست رايدينغ لوناتيك في ويكفيلد بين عامي 1867 و1875، حيث عمل في تدريس الطب النفسي لطلابه من مدرسة طب ليدز القريبة، جنبًا إلى جنب مع ديفيد فيريير، ما ساهم في تحويل المصح إلى مركز عالمي لعلم النفس العصبي. عمل كريشتون براون بعد ذلك كزائر السيد المستشار بين عامي 1875 و1922. طوال مسار حياته المهنية، شدد كريشتون براون على الجوانب غير المتناظرة للدماغ البشري والسلوك؛ بالإضافة إلى تقديمه، بشكل مشابه لكل من إميل كريبيلن وألويس آلزهايمر، بعض التنبؤات المؤثرة حول التغيرات العصبية المرتبطة بالاضطرابات النفسية الشديدة. كان كريشتون براون أيضًا أحد المناصرين القويين لعلم تحسين النسل، وشغل منصب أول رئيس لجمعية تعليم تحسين النسل في عام 1908.
في عام 1920، ألقى كريشتون براون أول محاضرة عن مودسلي لجمعية الطب النفسي الطبية إذ قدّم خلالها موجزًا عن ذكرياته المرتبطة بهنري مودسلي؛ بالإضافة إلى نشره، خلال الخمسة عشر عامًا الأخيرة من حياته، سبعة مجلدات من الذكريات. في عام 2015، أدرجت اليونسكو الأوراق والصور السريرية الخاصة بكريشتون براون (ما يقارب 5000 عنصر في المجموع) كعناصر ذات أهمية ثقافية عالمية.

## فيريير، داروينوتقارير مأوى ويست رايدينغ1866 - 1875
علم الأعصاب لدى فيريير: أمضى كريشتون براون ما يقارب عشر سنوات في مأوى ويست رايدينغ. نظر كريشتون براون إلى مأوى الأمراض العقلية باعتباره مؤسسة تعليمية بالإضافة إلى كونها علاجية، بالإضافة إلى وجوب توظيفه في برنامج بحثي كبير من شأنه جمع وجهات النظر البيولوجية من أجل الاستدلال على أسباب الجنون. أشرف كريشتون براون على مئات اختبارات الدماغ ما بعد الوفاة وأولى اهتمامًا خاصًا للسمات السريرية الخاصة بمرض الزهري العصبي. في عام 1872، استطاع كريشتون براون تطوير نظريات والده في فراسة الدماغ من خلال دعوة طبيب الأعصاب الإسكتلندي ديفيد فيريير (1843 – 1928) من أجل توجيه مختبرات مأوى الأمراض العقلية وتنفيذ الدراسات على التموضع القشري للوظائف الدماغية. (بين عامي 1832 و1834، نشر ويليام أ. ف. براون ورقة بحثية في مجلة فراسة الدماغ عن مراكز اللغة في الدماغ، وشددت كتاباته اللاحقة بشكل متكرر على العلاقات بين تلف الدماغ، والذهان واللغة). استطاعت أعمال فيريير في ويكفليد تحويل مأوى الأمراض العقلية إلى مركز عالمي لطب النفس العصبي إذ لخص بحثه هذا في كتاب علم الأعصاب الكلاسيكي وظائف الدماغ (1876).
مراسلة داروين: بتشجيع من هنري مودسلي (1835 – 1918)، بدأ كريشتون براون في مراسلة تشارلز داروين من مايو 1869 حتى ديسمبر 1875. حدث الجزء الأكبر من هذه المراسلات أثناء إعداد كريشتون براون عمله الشهير بعنوان تقارير مأوى ويست رايدينغ الطبية بالتزامن مع عمل داروين على كتابه التعبير عن المشاعر لدى الإنسان والحيوانات. في 8 يونيو 1869، أرسل داروين إلى كريشتون براون نسخته من آلية تعبير الوجه البشري لدوشيني، طالبًا منه تعليقاته على الكتاب. أضاع كريشتون براون الكتاب على ما يبدو لمدة سنة كاملة تقريبًا داخل مأوى الأمراض العقلية في ويكفيلد؛ لكنه أعاده بإحراج كبير في 6 يونيو 1870، مرفقًا الصورة الوحيدة التي استخدمها داروين في كتابه (انظر أدناه). استكشف داروين مجموعة كبيرة من الموضوعات مع كريشتون براون، بما في ذلك الإشارات إلى كتاب مودسلي العقل والجسد، وعلم نفس احمرار الخجل، وانتصاب الشعر، ووظائف العضلة الجلدية للعنق («بيت نوار» داروين) والظواهر السريرية للثكل والفجع. شهدت أعراض داروين الغامضة، بما في ذلك التقيؤ، والتعرق، والتنهد والبكاء، التي كدرته بشكل خاص في الأشهر الأولى من عام 1872، تحسنًا ملحوظًا في الوقت الذي استكمل فيه عمله على المشاعر. من المثير للاهتمام رفض كريشتون براون لدعوة هنري مودسلي من أجل مراجعة كتاب أصل الإنسان لمجلة العلوم النفسية؛ ومن الجدير بالذكر أنه لا يوجد أي مساهمات لداروين في تقارير مأوى الأمراض العقلية لكريشتون براون، ولم يزر المأوى في وكيفيلد عندما دعاه كريشتون براون في عام 1873. 
«20 أبريل 1882 – لاقى تشارلز داروين حتفه، وقد فقدت برحيله صديقًا، مرموقًا وطيبًا. عند تذكري جميع اتصالاتي السارة معه، فإني أختار حزمة من الرسائل التي تظهر إحداها، كما تفعل جميعها بالطبع، الرعاية الدقيقة التي أولاها إلى تحقيقاته، وإيحائيته المدهشة واعترافه الصادق بأي مساعدة قُدمت له». جيمس كريشتون براون، في ماذا فكّر الطبيب (1930)، الصفحة 61.
العلوم النفسية: بناءً على تصوير المأوى المبكر لهيو ويلش دايموند (1809 – 1886) في مستشفى بروكوود، أرسل كريشتون براون ما يقارب أربعين صورة للمرضى إلى تشارلز داروين خلال تأليف التعبير عن المشاعر؛ مع ذلك، استخدم داروين صورة واحدة فقط من هذه الصور في كتابه (الشكل 19) إذ تعود (مشروع مراسلات داروين الرسالة 7220) إلى مريض تحت رعاية د. جيمس غيلشريست في الجناح العام لكريشتون رويال في دومفريز. تشكل المراسلات الكاملة بين كريشتون براون وتشارلز داروين مساهمة بارزة في بدايات العلوم السلوكية. مع ذلك، أولى كريشتون براون أهمية أكبر إلى مجلداته الستة في تقارير مأوى المجانين ويست رايدينغ الطبية (1871 – 1876) – مرسلًا نسخة من المجلد الأول إلى داروين في 18 أغسطس 1871 – وإلى مجلة علم الأعصاب الدماغ التي طُورت منها، مع مساعدة من جون هيولينجز جاكسون (1835 – 1911).
في عام 1875، سخر كريشتون براون من تصنيف الاضطرابات النفسية الذي دعا إليه الطبيب النفسي ديفيد سكاي (1814 - 1873) في إدنبرة وروج له تلميذه توماس كلوستون (1840 – 1915)؛ سعى سكاي إلى ربط أنواع معينة من الأمراض النفسية بأعضاء الجسم ذات الاضطرابات المختلفة. وصف كريشتون براون بأنه: «غير سليم فلسفيًا، وغير دقيق علميًا وعديم الفائدة عمليًا».
في عام 1879، نشر كريشتون براون اعتباراته الخاصة حول علم الأمراض العصبية للجنون، وقدّم بعض التوقعات التفصيلية حول التشريح المرضي للدماغ البشري في الاضطرابات النفسية الحادة. اقترح كريشتون براون أن حالة الجنون مترافقة مع انخفاض في وزن الدماغ، وتضخم البطينين الجانبيين ووقوع عبء التلف على نصف الكرة المخية الأيسر. يشمل هذا رؤيته التطورية للتموضع الدماغي مع التركيز على عدم تناظرية الوظائف الدماغية. اشتق كريشتون براون هذا العمل من الأبحاث السريرية لعالم التشريح الفرنسي بول بروكا (1824 – 1880) حول مراكز اللغة في الدماغ – التي نُشرت في الأصل في عام 1861 – إذ قدمها بروكا إلى الجمعية البريطانية لتقدم العلوم أثناء اجتماعها لعام 1868 في نورويتش. ظهرت مسألة وظائف الدماغ غير المتناظرة قبل سنوات عديدة عندما أثارها عالم فراسة الدماغ هيويت كوتريل واتسون من إدنبرة لأول مرة في مجلة فراسة الدماغ. خضعت وجهات نظر كريشتون براون حول الذهان وعدم التناظر الدماغي للتدقيق بواسطة كرو، 1995، وكومبستون، 2007.